# Apaeleticus americanus
Apaeleticus americanus är en stekelart som beskrevs av Joseph Augustine Cushman 1926. Apaeleticus americanus ingår i släktet Apaeleticus och familjen brokparasitsteklar. Inga underarter finns listade i Catalogue of Life.